# Álgebras de Lie Clássicas
As álgebras de Lie clássicas consistem nas álgebras de Lie de dimensão finita e podem ser classificadas em quatro tipos, a saber,  {\displaystyle A_{n},B_{n},C_{n}} e {\displaystyle D_{n}}. Estes tipos são definidos da seguinte forma:
{\displaystyle A_{n}:=sl(n+1)} --  A álgebra de Lie linear especial,
{\displaystyle sl(n+1)=\left\{X\in gl(n+1):tr(X)=0\right\}};
{\displaystyle B_{n}:=so(2n+1)} -- A  álgebra de Lie ortogonal de dimensão ímpar,
{\displaystyle so(2n+1)=\left\{X\in gl(2n+1):X+X^{t}=0\right\}};
{\displaystyle C_{n}:=sp(2n)} -- A álgebra de Lie orto simplética
{\displaystyle sp(2n)=\left\{X\in gl(2n):J_{n}X+X^{t}J_{n}=0,J_{n}={\begin{pmatrix}0&I_{n}\\-I_{n}&0\end{pmatrix}}\right\}};
{\displaystyle D_{n}:=so(2n)} -- A  álgebra de Lie ortogonal de dimensão par,
{\displaystyle so(2n)=\left\{X\in gl(2n):X+X^{t}=0\right\}},
onde {\displaystyle gl(n)} é a álgebra de Lie geral das matrizes
{\displaystyle n} por {\displaystyle n} com coeficientes em {\displaystyle R} ou em {\displaystyle C}, {\displaystyle I_{n}} é a matriz identidade de dimensão {\displaystyle n}, {\displaystyle t} denota transposição e {\displaystyle n>0\in N}.
Com exceção das álgebras de Lie {\displaystyle D_{1}=so(2)} e {\displaystyle D_{2}=so(4)}, as álgebras de Lie clássicas são simples.